# 雅索伊火山口
雅索伊破火山口（英語：Jaszai Patera）是金星上一座40至30公里（25-19英里）宽的火山喷口，有一个陡峭的熔岩圆顶。